# سيماب أكبر آبادي
سيماب أكبر آبادي واسمه عاشق حسين صديقي شاعر وكاتب باكستاني نظم باللغة الأردوية. والصديقي نسبة إلى أبي بكر الصديق.